# Lev Tolstoï (oblast de Lipetsk)
Astapovo, ou Lev Tolstoï (en russe : Лев Толстой), est une localité du nord de l'oblast de Lipetsk, en Russie, centre administratif du raïon Lev-Tolstovski. Sa population est de 8 800 habitants en 2005.
Léon Tolstoï tombe malade à la gare d'Astapovo et y meurt en 1910. En 1918 (1920 selon d'autres sources), la gare a été rebaptisée Lev Tolstoï.